# Корчик (река)
Ко́рчик (укр. Корчик) — река на Украине, протекает по территории Шепетовского района Хмельницкой области, Ровненского района Ровенской области и Звягельского района Житомирской области. Левый приток реки Случь.
Длина реки 82 км, площадь бассейна 1455 км². Долина террасированная, шириной 2-4 км. Пойма местами заболочена. Ширина русла от 1-2 м до 22 м, глубина до 1,7 м. Уклон реки 0,9 м/км. На реке построено несколько прудов.
Корчик берёт начало южнее села Романов. Течёт преимущественно на север (частично — на северо-восток). Впадает в Случь у северо-восточной окраины села Устье.
Основные притоки: Жариха (левый), Титиж, Кропивня (правые).
На реке расположен город Корец.